# آلدینگ
آلدینگ (به ایسلندی: Alþingi) مجلس قانون‌گذاری ملی کشور ایسلند است. آلدینگ در سال ۹۳۰ میلادی توسط نوادگان وایکینگ‌ها در ذینگولیر تأسیس شد که نخستین نمونه از آن چیزی بود که امروزه بنام مجلس نمایندگان یا مجلس قانون‌گذاری شناخته می‌شود. ساختمان کنونی آلدینگ بنام آلثینگیشوسه در سال ۱۸۸۱ در ریکیاویک ساخته شد.
آلدینگ دارای ۶۳ نماینده است که از میان احزاب گوناگون انتخاب می‌شوند. سخنگوی کنونی آلدینگ اینر کریستین گوفینسن است.